# Айтзема, Лиуве ван
Лиуве ван Айтзема (также Льёве ван Айцема, нидерл. Lieuwe van Aitzema; 16 ноября 1600, Доккюм, Фрисландия — 24 февраля 1669, Гаага) — нидерландский историк, дипломат, государственный деятель, поэт.
Слушал лекции в университете Франекера. С 1624 года — адвокат, с 1629 года в течение 30 лет занимал должность резидента ганзейских городов в Гааге.
В 1617 году опубликовал объемный свод латинских стихов под названием «Poemata Juvenilia», копия которого сейчас сохраняется в Британском музее.
Провёл специальное исследование политики и политологии.
Вошел в историю, благодаря сохранившемуся шеститомному труду «Saken van start en oorlogh, in ende omtrent de vereenigde Nederlanden» (1669—1671) — важному собранию документальных материалов по истории Голландии с 1621 по 1668 год, периоду борьбы за независимость от Испании.

## Важнейшие труды
- Poemata Juvinilia (1617)
- Saken van Staet en Oorlog in ende omtrent de Verenigde Nederlanden
  - изд. 1 (1655), 15-томов
  - изд. 2 (1669), 6-томов
- Verhaal van de Nederlandsche vredehandeling en herstelde leeuw of Discours over het gepasseerde in de Verenigde Nederlanden in 't jaar 1650—1651 (1669)